# Estação Krasnogvardeiskaia
Krasnogvardeiskaia (em russo:  Красногвардейская) é uma estação terminal da linha Zamoskvoretskaia (Linha 2) do Metro de Moscovo, na Rússia. Estação «Krasnogvardeiskaia» está localizada após a estação «Domodedovskaia».